# 난터우현
난터우현(중국어: 南投縣, 병음: Nántóu Xiàn, 한자음: 남투현)은 대만 중부에 위치한 대만의 현이다. 대만에서 유일하게 바다와 접하고 있지 않은 내륙현이다.

## 개요
난터우현은 대만 원주민이 비교적 많이 살고 있는 것으로 알려져 있다. 2003년 통계로 현내 전체 원주민 인구는 약 26,000명(7,200호)이었다. 주요 부족은 타이야족(泰雅族), 부눙족(布農族), 쩌우족(鄒族)이지만 그 이외에도 르웨탄호의 주변에 평포족의 하나인 타오족(邵族)이 살고 있다.
현내의 관광지로는 대만 최고봉인 위산과 르웨탄호 등이 잘 알려져 있다. 또한 1999년 9월 21일에 발생한 진도 7.6의 1999년 지지 지진은 현내의 지지 진을 진원으로 한 것으로 산간 분지를 중심으로 현내에 심각한 피해를 가져왔다.

## 역사
난터우현은 정성공 시대에는 처음에 천흥현(天興県)에 후에는 북로안무사(北路安撫司)에 귀속되었다. 1683년 청에 의한 통치가 시작되면서 난터우 지구는 복건성(福建省) 대만부(臺灣府) 제라현(諸羅県)의 관할이 되었다. 1723년, 창화현(彰化県)이 설치되면서 창화현에 귀속되었다. 그러나 이것들은 명목적인 행정구분에 지나지 않았고 원주민의 거주지였던 난터우에는 행정 통치가 미치지 못했다. 실질적인 행정력이 미치게 된 것은 1759년의 현승이 설치되고 나서이다.
1887년에 대만이 독립한 성이 되면서 난터우는 대만부 대만현에 귀속되었고 현승이 난터우에 주둔하였으며 동시에 운림현아가 죽산에 설치되어 운림현(雲林縣)을 관할하고 있었다. 1895년에 일본에 의한 통치가 시작되면서 몇 차례의 행정구 개편을 거쳐 타이중현의 관할이 되었다. 2차 대전 후의 1950년 10월, 대만의 지방 행정 제도 개혁시에 타이중현에서 난터우현이 분할되어 현 행정부를 난터우진에 설치했다. 1981년 12월 25일에 난터우진이 시로 승격해 현재의 1시 4진 8향이 되었다.

## 인구
| 연도 | 인구    | ±%    |
| --- | ------- | ----- |
| 1985 | 535,572 | —     |
| 1990 | 536,479 | +0.2% |
| 1995 | 546,517 | +1.9% |
| 2000 | 541,537 | −0.9% |
| 2005 | 535,205 | −1.2% |
| 2010 | 526,491 | −1.6% |
| 2015 | 509,490 | −3.2% |
| Source:“Populations by city and country in Taiwan”. Ministry of the Interior Population Census. 2017년 12월 16일에 원본 문서에서 보존된 문서. 2021년 2월 7일에 확인함. |         |       |

## 행정 구역

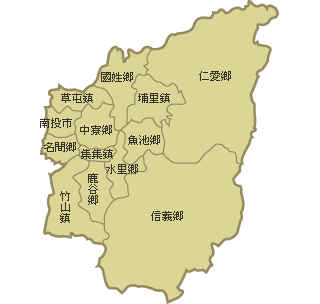
난터우현의 행정구역도

1시 4진 8향을 관할한다.
- 난터우시(南投市)
- 차오툰진(草屯鎮)
- 지지진(集集鎮)
- 푸리진(埔里鎮)
- 주산진(竹山鎮)
- 궈싱향(國姓鄉)
- 루구향(鹿谷鄉)
- 밍젠향(名間鄉)
- 런아이향(仁愛鄉)
- 수이리향(水里鄉)
- 신이향(信義鄉)
- 위츠향(魚池鄉)
- 중랴오향(中寮鄉)

## 교통

### 철도
- 타이완 철로관리국 지지 선

### 도로
- 국도 3호선
- 국도 6호선

## 관광
- 위산
- 르웨탄호